# Los Vecinos en Guerra
Los Vecinos en Guerra aussi stylisés Voisins en guerre, l'Argentine telenovela a été produit par Endemol et contenu souterrain. Il a été créé pour la première fois le 15 avril 2013 et s'est terminé le 2 janvier 2014 sur Telefe, écrit par Ernesto Korovsky, Silvina Frejdkes et Alejandro Quesada, à propos d'une idée originale de Sebastián Ortega. Avec l'adresse intégrale de Miguel Colom. 
Protagonisée par Diego Torres et Eleonora Wexler, avec Marco Antonio Caponi, Candela Vetrano et Gaston Soffritti, avec la participation antagoniste de Juan Gil Navarro, Mónica Antonópulos, Mike Amigorena, Marcela Kloosterboer et Luis Ziembrowski. Avec la performance des premiers acteurs Hugo Arana et Mirta Busnelli. 

## Informations générales
Le protagoniste principal de cette sitcom est Diego Torres, qui interprète pour la première fois une fiction quotidienne après 19 ans, le groupe de rock doré étant son dernier travail en tant qu'acteur principal dans une bande. Ils l'accompagnent dans les protagonistes Eleonora Wexler, Monica Antonópulos, Marco Antonio Caponi, Mike Amigorena et Juan Gil Navarro.
Le casting est composé de Mirta Busnelli, Jorgelina Aruzzi et Carlos Portaluppi, avec Lola Berthet, Chang Sung Kim et Alan Sabbagh. Hugo Arana en tant qu'acteur invité et représentation spéciale de Carola Reyna, avec la participation de Gastón Soffritti, Candela Vetrano, Román Almaraz, Sabrina Fogolini, Lucio Rogati, Sheila González et la participation antagoniste de Luis Ziembrowski et Marcela Kloosterboer. En outre, Juan Pablo Geretto dans une présentation spéciale et la participation vedette d'Antonio Gasalla.

## Histoire

### Première étape: chapitres 001-063
Mercedes, "Mecha" (Eleonora Wexler), est une femme au foyer de près de 40 ans qui, il y a 20 ans, faisait partie d'un groupe d'arnaqueurs et personne dans sa vie n'en sait rien à ce sujet. Dans le passé, elle s'appelait Lisa et travaillait avec Alex (Mike Amigorena), qui l'a recrutée pour ce type de tâches et est devenue son premier amour, et avec Ciro (Luis Ziembrowski) avec qui elle a planifié et financé les escroqueries. Un vol a échoué et le groupe s'est dissous. Mercedes, avec une identité changée, a commencé une nouvelle vie loin des escroqueries. Il a épousé Rafael (Diego Torres) et ils ont eu 3 enfants, Paloma (Candela Vetrano), Téo (Roman Almaraz) et Juanita, qui ne connaissent absolument rien de leur passé et qui mènent une vie normale. Un matin, qui semblait être comme les autres, ils découvrent que la maison la plus luxueuse et la plus prisée du quartier déménage une nouvelle famille, la Mayorga. Mecha, les voir, est choqué et découvre que l'homme de la famille n'est ni plus ni moins qu'Alex, son ancien amour et partenaire dans les braquages qu'elle croyait morts. Ciro quitte la prison après 20 ans et commence à se mettre en résidence surveillée. Il cherche à se venger de ses anciens compagnons pour le crime qu’il reproche d’être tombé prisonnier de sa résidence.  
Le retour d’Alex à la vie de Mecha a pour but de revenir à la conquête et d’atteindre son objectif est responsable de l’embauche d’un groupe d’acteurs pour se faire passer pour une famille normale et ainsi pouvoir se rapprocher de Mercedes sans attirer l’attention.Un matin, Rafael est convoqué dans les bureaux de son patron, Alberto Mercado (Antonio Gasalla), qui l'informe qu'il est renvoyé. À la sortie de l'entreprise, Carolina (Marcela Kloosterboer) a eu un accident de voiture. Elle propose de l'aide et un emploi dans l'entreprise de son père. Caroline souffre d'une maladie mentale, elle commence donc à être obsédée par Rafael au point de s'approcher de sa famille. Après quelques problèmes avec Carolina (notamment un terrible combat entre elle et Mecha), Rafael est sincère avec sa femme et ses amis. elle dit toute la vérité, pour laquelle elle est bouleversée. Mais plus tard, Rafa se fâche lorsque Mecha révèle qu'Alex était son partenaire. À partir de ce moment, la rivalité entre Mayorga et lui grandit encore. À ce moment-là, Paloma avait commencé une relation avec le prétendu fils d'Alex, Lucas (Gastón Soffritti), et en était enceinte. c'était sans aucun doute le coup le plus dur pour Rafa. Cependant, tout prend une tournure inattendue lorsque Alex se rend dans un endroit où il fait face à Rafael, mais apparemment, il est tué dans sa voiture et quand Rafa arrive, il n'est pas là. 

### Deuxième étape: chapitres 064-090
En enquêtant, la police et le procureur général Eduardo Germano (Guillermo Pfening) découvrent une chemise avec le sang d'Alex dans la voiture de Rafa et celle-ci est accusée comme l'assassin. Pour l'aider, son cousin, Fernando (Marco Antonio Caponi), engage un avocat, Mariano Sánchez Ginastera (Juan Gil Navarro), qui parvient à le libérer de l'affaire. Il tombe amoureux de Mecha et tente de la conquérir, mais découvre qu’elle est une escroc, grâce aux informations obtenues par Gasparini (Alejandro Fiore), sa main droite. Temps après apparaît le corps sans vie d'Alex, mais le temps qui a été mort, selon l'autopsie, ne correspond pas au temps où il a disparu, puisqu'il est apparu qu'il était décédé il y a 48 heures et qu'Alex était absent depuis 2 mois.  
Fernando commence à soupçonner et ensuite, par la bouche de Roque (Chang Sung Kim), découvre que le crime d'Alex n'est qu'une mise en scène planifiée par ces deux derniers, car Alex avait de nombreuses dettes et menaçait de le tuer. son propre meurtre pour fuir en Grèce et faire de Rafa le meurtrier. Mais seulement deux mois plus tard, Alex est retourné en Argentine pour pouvoir se rapprocher de Mecha, mais à ce moment-là, il a rencontré Mariano. Ce dernier a ensuite été tué par ce dernier, que Roque découvrirait plus tard et en avertirait immédiatement Fernando.  
Pendant ce temps, Fernando et Ivana (Monica Antonópulos), la fausse épouse d’Alex, décident d’enquêter sur Mariano. Ivana trouve une photo de Mariano et Alex comme partenaires de l'adolescence, ce qui la laisse penser que Mariano pourrait avoir un lien avec la mort d'Alex. Il décide alors de porter plainte, mais l'avocat, après avoir découvert qu'elle Cette photo en son pouvoir, envoie Gasparini la conduire de force à son domicile et l’emmène dans une chambre avec lui. Mariano avoue avoir assassiné Alex et brûlé la photo, craignant pour sa vie, Ivana tente de s'échapper, mais est piégée par Mariano et au beau milieu d'une lutte acharnée, elle assomme son inconscient en lui frappant la tête contre la rampe de l'escalier. prend au rez de chaussée et une fois là-bas et dans une situation désespérée l'assassine. 

### Troisième étape: chapitres 091-135
Fernando est convaincu que Mariano est responsable de la mort de sa petite amie et commence à chercher des preuves l'incriminant avec l'ancien partenaire d'Alex, Roque, puis avec le procureur Gerardo Rosales (Ariel Staltari). Bientôt, Mariano commence à s’endetter auprès de Gasparini pour les informations qu’il a fournies et qui menacent de dire à Fernando la vérité sur la mort d’Ivana, même pour le citer, mais quand Fernando arrive à la maison, il le trouve mort, et que Mariano l'a assassiné pour l'empêcher de parler. Tout le monde dans le quartier a un mauvais pressentiment à propos de Mariano, mais Mecha pense le contraire. Jusqu'à ce qu'elle se retrouve seule dans sa maison, elle trouve une chaussure (d'Ivana) dans un tiroir et pense l'avoir déjà vue. 
Mariano soupçonne que Mecha a perdu confiance en lui et décide de se suicider, mais elle l'arrête. Depuis lors, Mecha a compris que tout le monde avait raison à propos de Mariano. Lorsqu'il se rend chez Ivana, dans ses affaires, il trouve l'autre chaussure qui se trouvait chez Mariano et confirme ses soupçons: il a assassiné Ivana. Il s'excuse auprès de Fernando de ne pas l'avoir cru et conclut un pacte avec Rosales: s'il l'aide à attraper Mariano, il n'assumera pas les accusations pour les escroqueries qu'elle a commises dans le passé. Mais cela apporte une complication, puisque ne pouvant rien dire à Rafa et à ses amis, tout le monde pense que Mariano se soucie plus que sa propre famille, Rafa arrivant au point de ne pas la laisser voir ses enfants. Après que Mecha ait réussi à obtenir ce dont il avait besoin, Mariano découvre que c'est elle qui a volé cette information et l'a transmise à Rosales. Puis il devient plus fou que jamais et oblige Mecha à se rendre chez lui (au lieu d'aller voir ses enfants) et lui dit qu'il sait déjà ce qu'elle a fait, puis qu'il se drogue, puis l'assomme.
Alors qu'ils se rendent chez eux, Fernando dit la vérité à Rafa et, à leur arrivée, Mariano menace de tuer Mecha, car il tire sur Rafa, mais Fernando s'interpose pour protéger son cousin et reçoit le coup de feu, mais étant au sol, il réussit à tirer deux fois sur Mariano, à la jambe et à la poitrine, et les chutes s’effondrent dans la piscine. Plus tard, Fernando et Mariano sont précipités à l’hôpital. Fernando tombe dans le coma et Mariano tue. une infirmière réussit à se soustraire à la sécurité de la clinique et à s'échapper. Une fois en liberté, elle appelle Mecha pour la menacer d'assassiner ses enfants et Rafael.
De son côté, Fernando, après s’être réveillé du coma, est toujours hospitalisé et Mariano se moque à nouveau des agents de sécurité qui entrent dans la clinique. Une fois dans la chambre de Fernando, Mariano dort Silvina (la nouvelle petite amie de Fernando) avec du chloroforme et Plus tard, elle essaie de l'assassiner en l'étouffant avec un oreiller, mais Reina se met au milieu et réussit à sauver Fernando mais est presque pendue par Mariano. À ce moment, Silvina réagit et se met à crier. Mariano parvient à s'échapper à nouveau et lorsque la police arrive, il est déjà tard. La même nuit, Rafa décide que le mieux est que sa famille et lui-même déménagent dans son autre domicile pour des raisons de sécurité. 
Le lendemain, Mecha reçoit un appel de Mariano l'informant que Rafa a un prisonnier dans une usine désaffectée et que, à moins de vouloir le tuer, il doit se rendre seul à cet endroit, avant de partir, s'arme un couteau et part pour l'endroit. Une fois là-bas, il trouve Rafa attaché à un poteau et tout le monde est blessé. Lorsqu'il est sur le point de le détacher, Mariano montre un fusil, il est sûr qu'il est armé, il lui demande donc de retirer toutes les armes qu'il pourrait avoir. Une fois que cela est fait, à la demande de Mariano, il s'agenouille et, sous le contrôle de ce dernier, parvient à retirer l'arme. Cette fois, c'est Rafa qui la prend, vise et menace de le tuer, cette fois dans une distraction de Rafa, Mariano bondit. à propos de lui essayant de lui prendre l'arme, mais au milieu de la lutte, il tourne le dos à un tube de fer qui était là, il lui traverse la poitrine et met fin à sa vie.

### Quatrième Étape: chapitres 136-146 (final)
Après la mort de Mariano, la famille de Mecha est revenue à la paix, Paloma a donné naissance à son fils Pedro, tandis que le frère de Mimi et Helen avait leur grand mariage. Mais plus tard, la tranquillité est finie lorsque le procureur réapparaît en informant qu'il n'y a pas d'accord avec Mecha et que celui-ci devra aller en prison pour les escroqueries commises dans le passé. Mecha est une fugitive de la justice et sa famille lui manque dans son évasion sans fin. Ensuite, Fernando retourne à son poste de police et est face à face avec Mecha sur le point de l'arrêter, mais ne le fait pas. Finalement, Rafa commence un plan en emmenant sa famille sur une plage au Brésil pour attendre Mecha. 
Un an plus tard, Sonia, la mère de Rafa vit dans le quartier avec Ramón; Le faux grand-père de Luca, Reina, vend le manoir Mayorga et entame une tournée dans une autocaravane avec Roque. Pour sa part, Rafa a un restaurant au Brésil appelé Mecha et vit avec ses enfants, son gendre et son petit-fils. Plus tard, Fernando, qui est en couple avec Ana; La fille de Reina dit à Rafa que l'affaire contre Mecha a été retirée. Mecha arrive au Brésil libre de son passé et est réuni avec Rafa pour vivre un nouveau départ.

## Cast et personnages

### Protagonistes
- Rafael "Rafa" Crespo Butilengo (Diego Torres) Homme d'affaires, mari de Mecha, père de Paloma, Teo et Juana.
- Lisa Ramos / Mercedes "Mecha" Maidana (Eleonora Wexler) Ex-criminel, épouse de Rafa, mère de Paloma, Teo et Juana.
- Ivana Fernández/Ivana Barreiro (†) (Mónica Antonópulos) Présumée femme d'Alex et Présumée mère de Lucas.
- Alejo "Alex" López/Mayorga (†) (Mike Amigorena) Ex-Criminel, ex-petit ami de Mecha. Créer la famille Mayorga.

### Elenco co-protagónico
- Sonia Butilengo de Crespo (Mirta Busnelli) Mère de Rafael et Tante de Fernando.
- Fernando Vitelli (Marco Antonio Caponi) Es el Primo de Rafa y Ex-Policia
- Nora "Norita" Sotelo (Jorgelina Aruzzi) Amiga de Mecha, hermana de Helen y Fabian. Esposa de Coco y madre de Valentino.
- Lucas Galetto/Lucas Mayorga Barreiro (Gastón Soffritti) Supuesto hijo de Ivana y Alex, Novio de Paloma y padre de Pedro.
- Paloma Crespo Maidana (Candela Vetrano) Hija de Rafael y Mecha, hermana mayor de Teo y Juanita, Novia de Lucas y madre de Pedro.
- Jorge "Coco" Dellamonica (Carlos Portaluppi) Odontologo, Esposo de Nora y padre de Valentino.
- Helena "Helen" Sotelo (Carola Reyna) Amiga de Mecha, hermana de Nora y Fabian y madre de Agustina.
- Miriam "Mimí" Bermejo (Lola Berthet) Es la Mucama de Mecha, Helen, Nora. Enamorada de Fabian.
- Fabián Sotelo (Alan Sabbagh) Hermano de Helen y Nora.
- Emilio/Reina (Juan Pablo Geretto) Supuesta esposa de Ramón.
- Roque Dudú (Chang Sung Kim) Complice de Ciro, espía a Mecha y a Alex
- Ramón Freire/Ramón Barreiro (Hugo Arana) Supuesto esposo de Reina y ayuda a Alex a idear el plan.
- Teo Crespo Maidana (Román Almaraz) Hijo de Mecha y Rafael y hermano de Paloma y Juanita.
- Agustina "Agus" Joglar Sotelo (Sabrina Fogolini) Hija de Helen, amiga de Paloma prima de Valentino y novia de Valeria.
- Valentino Dellamonica Sotelo (Lucio Rogati) Ex-novio de Paloma y hijo de Coco y Nora.
- Mariano Sánchez Ginastera (†) (Juan Gil Navarro) Abogado y esta enamorado de Mecha.
- Participaciones
- Lucrecia Blanco como «María Ofelia Sacristán», oficial encargada del caso de Ciro y colega de Fernando.
- Fabián Arenillas como «Carlos "Charly" Aguirre», antiguo dueño de la casa de los Mayorga.
- Natalia Cociuffo como «Beba», esposa de Charly.
- Natalia Figueiras como «Silvina», ex compañera de trabajo de Rafael y nueva novia de Fernando.
- Sheila González como «Dalma "La Gallega" Escudero», secretaria y amante de Coco.
- Marcela Kloosterboer como «Carolina del Río», una mujer obsesionada con Rafael.
- Luis Ziembrowski como «Ciro Nieto», el antiguo socio de Alex y Mecha.
- Antonio Gasalla como «Alberto Mercado», ex jefe de Rafael.
- Iván Espeche como «Javier», empresario y amigo de Coco.
- Victoria Carreras como «Laura Pereyra», directora del colegio de Lucas y Paloma.
- Mario Pasik como «Miguel del Río», padre de Carolina.
- Néstor Zacco como «Grimaldi», policía que detuvo a Paloma, Lucas, Agustina y Valentino.
- Lis Moreno como «Martina», una chica que conoce a Fabián en un bar.
- Lucas Lagré como «Lautaro», un paciente de Coco.
- Tomás de las Heras como «Julián Pereyra», sobrino de Coco y segundo novio de Paloma.
- Mex Urtizberea como «Benjamín "Tuca" Pardo», un hombre que Lucas y Paloma conocen en un boliche en Rosario.
- Emilia Attias como «Lupe Villanueva», una joven diseñadora de moda, que se enamora de Rafael.
- Coco Sily como «Norman Ramírez», cómico y empresario, que conoce Rafael y sus amigos en un bar.
- Lola Bezerra como «Manuela», una modelo y amiga de Lupe.
- Florencia Miller como «Jimena», una modelo y amiga de Lupe.
- Emilio Disi como «Luis Alberto», un estafador que conoce Sonia en una reunión de Alcohólicos Anónimos.
- Andrea Estévez como «Lucía», una chica que se encuentran en la calle Fernando y Fabián.
- Luz Cipriota como «Ana Rodríguez», hija de Emilio/Reina y Teresa.
- Susú Pecoraro como «Teresa Rodríguez», novia de Reina, cuando esta era Emilio.
- Gabo Correa como «Eduardo Patenza», padre de Matías y suegro de Ana.
- Mónica Salvador como «Estela», madre de Matías y suegra de Ana.
- Esteban Masturini como «Matías Alberto Patenza», ex novio de Ana.
- Gastón Ricaud como «Jimmy Oftrof», ex esposo de Lupe.
- Ernesto Korovsky como «Pablo», director de la publicidad de shampoo que graba Fabián.
- Natalie Pérez como «Valeria "Vale" Acosta», ex novia de Lucas y novia de Agustina.
- Victoria Almeida como «Paula "Pauli" De Bregowi», ex esposa de Fabián.
- Belen Chavanne como «Ivana Fernández/Barreiro», en su adolescencia.
- Pamela Rodríguez como «Romina Piatti», oficial de policía que trabaja con Germano.
- Guillermo Pfening como «Eduardo Germano», fiscal de la Nación, encargado del caso de Alex.
- Alejandro Fiore como «Mario Gasparini (†)», un ex convicto al que Mariano sacó de la cárcel hace años. Era su mano derecha. Muere aplastado por un mueble lanzado por Mariano
- Ariel Staltari como «Gerardo Rosales», fiscal bonaerense que investiga a Mariano.
- Luis Sabatini como «Rodolfo», un compañero de celda de Fernando mientras éste estuvo preso.
- Marcelo Mazzarello como «Francisco "Pancho" Joglar», ex marido de Helen y padre de Agustina.
- Daniel Aráoz como «Gustavo José Errico», productor de televisión conocido de Rafael.
- Agustín Pardella como «Nahuel», un chico que Paloma conoce en Mendoza cuando buscaba dónde pasar la noche.
- Carla Pandolfi como «Laura Garay», una paciente de Coco.
- Florencia Benítez como «Alina», nueva asistente de Coco y cómplice de Mariano.
- Nazareno Casero como «Nicolás "Nico"», amigo de Lucas y Valeria.
- Diego Mesaglio como «Lorenzo "Lolo" Bermejo», hermano de Mimí.
- Luciano Conti como «Luciano "Rulo" Bermejo», hermano de Mimí.
- Juan Pablo Mirabelli como «Juan Carlos "Juanqui" Beltrán», fanático y presidente del club de fans de Sonia.
- Mariano Argento como «Mullinqui», psiquiatra de Mariano.
- Coraje Ábalos como «Sergio Bernal», dietólogo de Coco y nuevo novio de Dalma.
- María Nela Sinisterra como «María», amiga de Dalma.
- Mauricio Lavaselli como «Manuel», tasador que envía Sonia para la venta de la casa de Rafa y Mecha.
- Florencia Raggi como «Lila», compañera de Rafael en la clase de yoga y amiga de su adolescencia.
- Carolina Barbosa como «Anette», esposa de Sergio.
- Lara Ruiz como «Yamila», profesora de yoga de Rafael y Lila.
- Lucas Velasco como «Jony», compañero de Agustina y Valeria en la estación de servicio.
- Harry Havilio como «Goyo», conocido de Lila con quien le organiza una cita a ciegas a Sonia.
- Carina Gallucci como «Victoria», informante que Mariano pone a seguir a Rosales.
- Pablo Alarcón como «Antonio "Tony" Ríos Salgado», juez del concurso de cocina y amante de Sonia.
- Michel Noher como un pasajero de colectivo que se encuentra Mecha cuando se escapa de la justicia, y quien le ofrece ayuda.
- Fede Medina como un amigo y compañero de Matías.
- Claudio Rissi como «Méndez», comisario y jefe de Fernando, cuando este es reincorporado a la fuerza.
- Cameos
- Verónica Lozano
- Leo Montero
- Bobby Flores
- Roberto Petersen
- Coco Agost Carreño
- Boy Olmi